# Мелодійний наголос
Мелодійний наголос (від грец. μελῳδία — пісня, спів, також музикальний наголос, тонічний наголос) — виділення складу в слові за допомогою висоти тону, інтонаційно. Притаманний китайській, корейській і японській мовам. А у поєднанні із посиленням м'язової напруги, також литовській, сербській і хорватській мовам.